# سالامانکا (شیلی)
سالامانکا (Salamanca) یک شهر و شهرستان در کشور شیلی است که در استان چواپا واقع شده است.

## خصوصیات
سالامانکا ۳۴۴۵٫۳ کیلومترمربع مساحت و ۲۵٬۳۲۶ نفر جمعیت دارد و ۶۳۲ متر از سطح دریا ارتفاع دارد

## نگارخانه

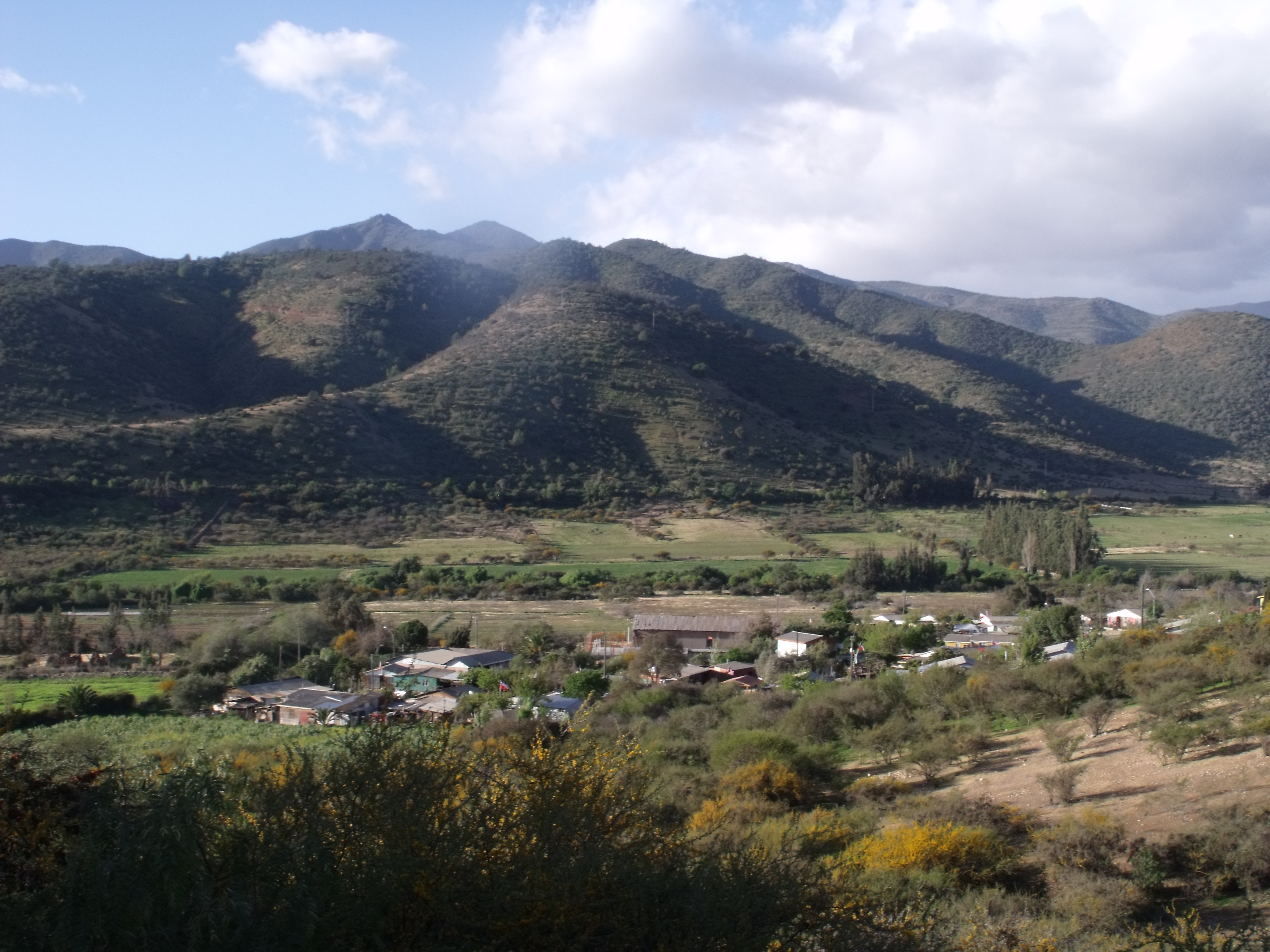
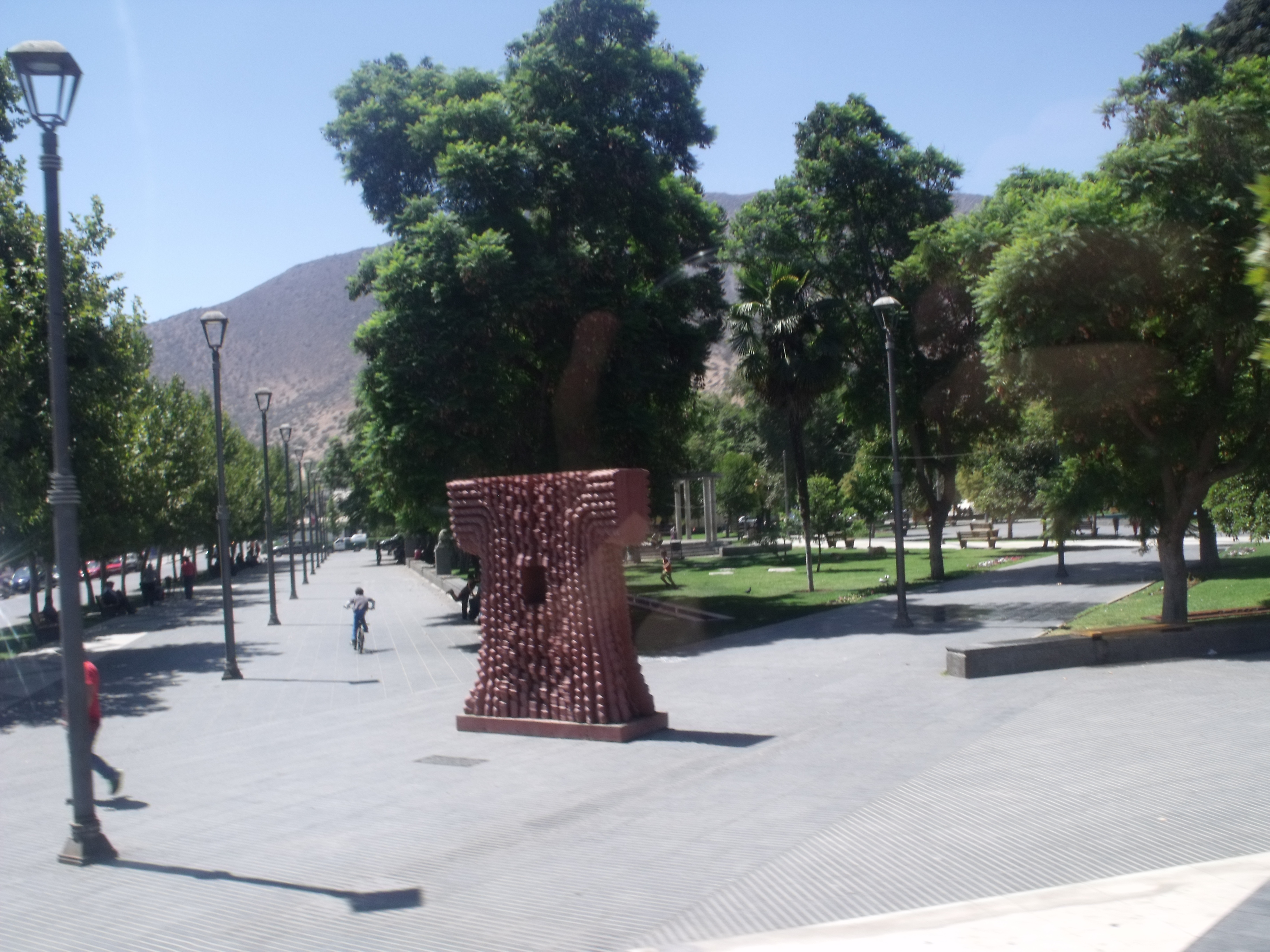
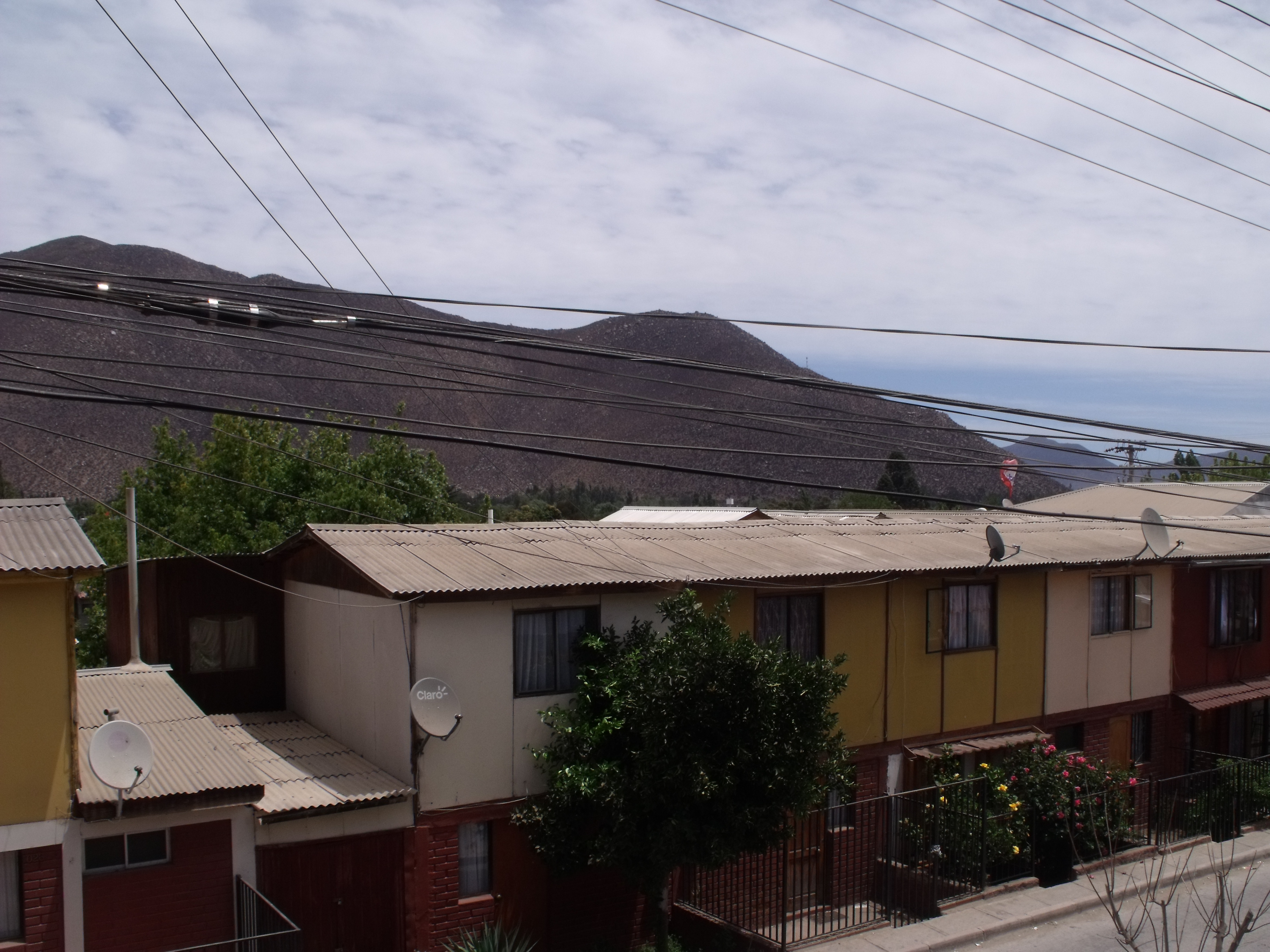
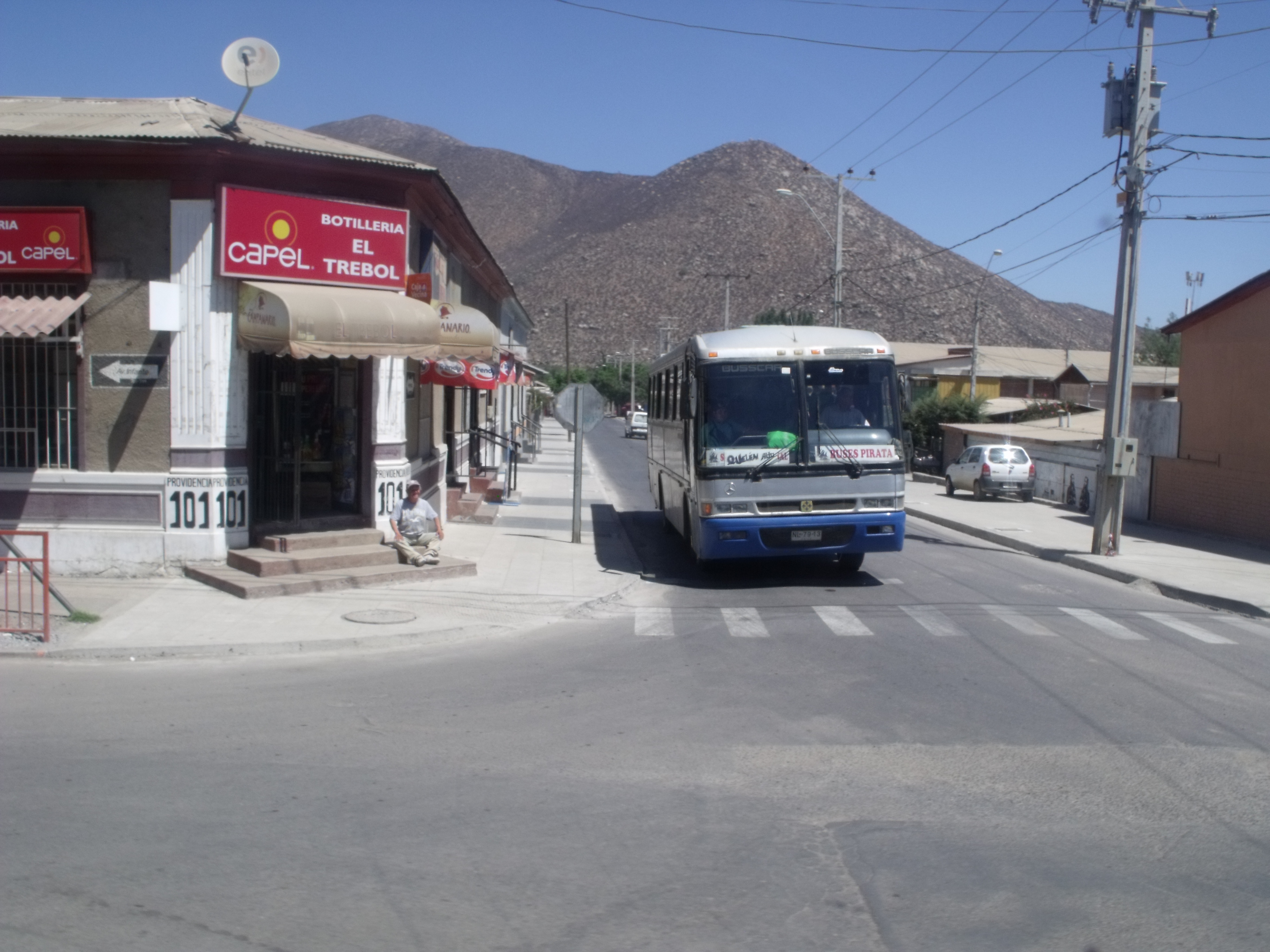
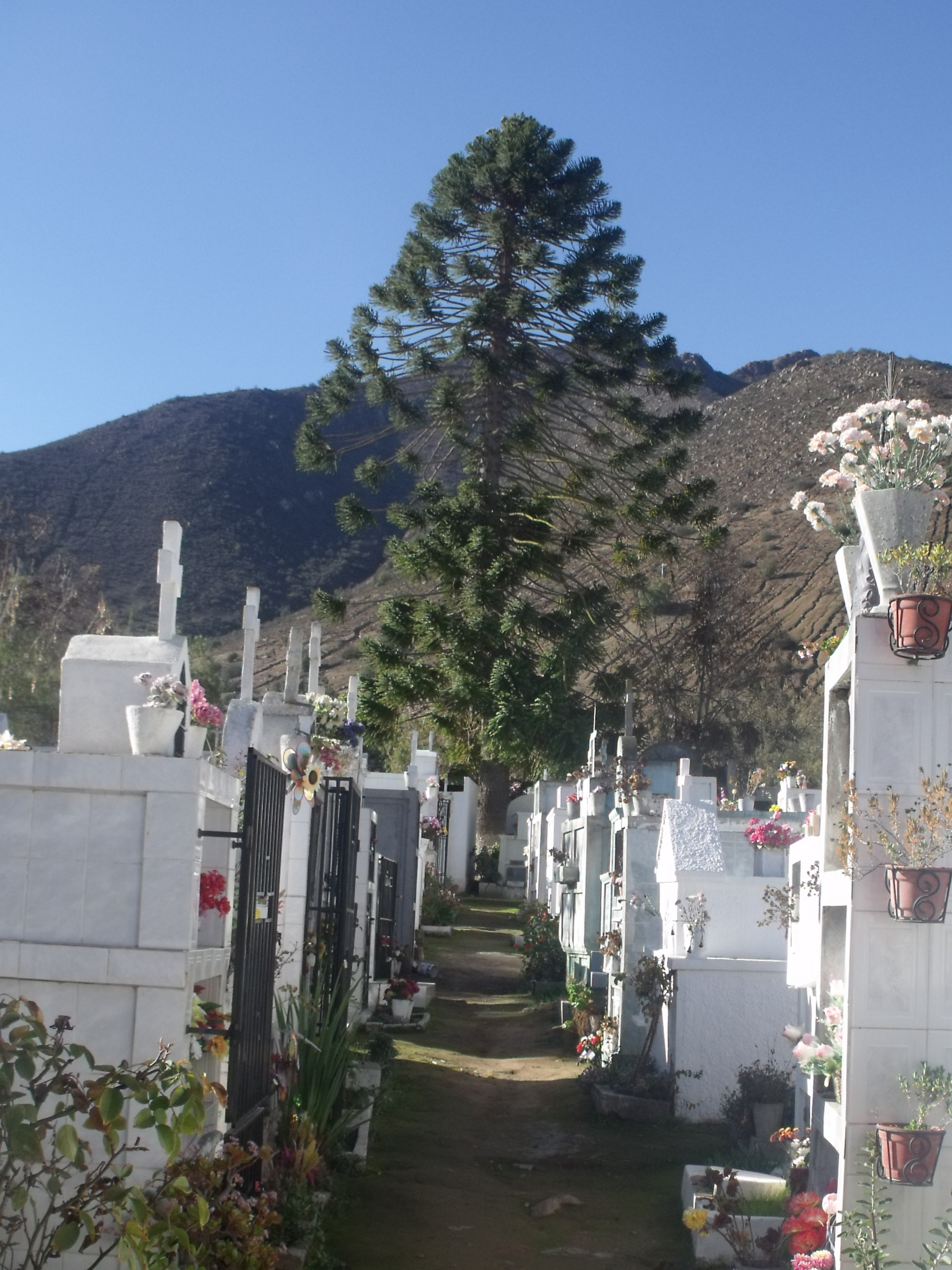